# Grandia II
Grandia II (jap. グランディアII; Gurandia Tsū) ist ein Computer-Rollenspiel, das von Game Arts für die Dreamcast, PlayStation 2 und den PC produziert wurde. Obwohl die Geschichte von Grandia II nicht an den ersten Teil Grandia anknüpft, ist es der offizielle zweite Titel der gleichnamigen Serie. Veröffentlicht wurde das Spiel erstmals im August 2000, in Japan. Anschließend veröffentlichte man es auch in Nordamerika und in Europa, allerdings nur auf englischer Sprache.

## Handlung
Die Handlung dreht sich um Ryudo, einen Geohound (eine Art Söldner), und seinen sprechenden Vogel Skye. Zusammen nehmen sie einen Auftrag der Kirche an, Elena – eine Sängerin von Granas – als Bodyguards auf ihrem Weg zum Garmia Tower zu begleiten. Am Garmia Tower angekommen dreht sich die Handlung und Ryudo und Skye müssen um die ganze Welt reisen, um sie zu retten.

## Kampfsystem
Das Kampfsystem von Grandia II funktioniert ähnlich wie das des Vorgängers:
Auf einem Zeitbalken wird dargestellt, wann die Protagonisten des Kampfes (Partymitglieder und Monster) ein Kommando geben können. Bis dieses dann ausgeführt wird, braucht es noch etwas Zeit, dann wird z. B. angegriffen oder gezaubert.
Das Besondere an dem Kampfsystem Grandias ist die Möglichkeit, Attacken der Gegner zu unterbrechen (bzw. abzubrechen) wenn diese sich in der Zeit zwischen dem Kommando und der Ausführung befinden. So ist es möglich selbst Kämpfe gegen Bossgegner zu überstehen, ohne dass man einen Treffer hinnehmen musste.
Weiterhin gibt es verschiedene Strategien, um während des Kampfes Schaden zu vermeiden bzw. mehr Schaden anzurichten, wie Konter (einen Gegner kurz vor dessen Angriff angreifen) oder Ausweichmanöver.
Zauber werden in Grandia II charakterunabhängig über sogenannte Mana Eggs (Mana-Eier) gelernt. Diese verfügen über die Möglichkeit, bestimmte Zauber zu „erlernen“ (jeden Zauber in fünf Stufen), und derjenige Charakter, der mit dem Ei ausgerüstet ist, kann diese dann zaubern (sofern er genügend Magiepunkte besitzt).
Weiterhin besitzt jeder Charakter eigene Spezialfertigkeiten, die im Laufe des Spiels ausgebaut bzw. erlernt werden können (Reihenfolge und Stärke sind dabei komplett vom Spieler bestimmbar).
Als Unterstützung gibt es auch noch Skillbooks (Fertigkeitenbücher), die vom Prinzip wie Mana-Eier funktionieren, nur stellen sie keine neuen Zauber zur Verfügung, sondern erhöhen beispielsweise die HP oder die Intelligenz eines Charakters permanent.

## Synchronsprecher
| Charakter | Japanische Stimme | Englische Stimme |
| --------- | ----------------- | ---------------- |
| Ryudo     | Showtaro Morikubo | Cam Clarke       |
| Elena     | Hiroko Konishi    | Jennifer Hale    |
| Millenia  | Mai Hoshikawa     | Jodi Benson      |
| Mareg     | Daisuke Gōri      | Peter Lurie      |
| Roan      | Tomoko Ishimura   | B.J. Ward        |
| Tio       | Junko Iwao        | Kim Mai Guest    |
| Skye      | Yukitoshi Hori    | Paul Eiding      |
| Melfice   | Isshin Chiba      | John Cygan       |
| Zera      | Osamu Saka        | Richard Doyle    |
| Selene    | Misa Watanabe     | Kim Mai Guest    |

## Weitere Details
Ursprünglich wurde Grandia II für die Sega Dreamcast entwickelt, wurde jedoch 2002 auf die PlayStation 2 und den PC portiert. Für seine Zeit bot es überragende Grafik und Musik. Die PlayStation-2-Version verfügte exklusiv über 20 Minuten mehr Zwischensequenzen.
Die Sega Dreamcast Version war das 64. meistverkaufte Spiel 2000, in Japan, mit 198.354 verkauften Einheiten.
Im Rahmen des Game Arts Game Archives Festivals veröffentlichte man am 19. November 2014 das Computerspiel auf der PlayStation 3 unter der Kategorie PS2 Classics, jedoch nur in Japan.
Am 24. August 2015 veröffentlichte man über Steam weltweit eine überarbeitete HD-Version mit der Bezeichnung 15th Anniversary Edition. Neu hierbei ist, dass sich die Version an der Dreamcast Version orientiert und neben der besseren Grafik die Auswahl zwischen englischer und japanischer Sprachsynchronisation zur Verfügung gestellt wird, außerdem ein neuer Schwierigkeitsgrad hinzugefügt wurde. Schließlich wurde auch ermöglicht seine alten Speicherstände von der Dreamcast übertragen zu können. Einen Tag nach der Veröffentlichung gab es bereits auch schon den ersten Patch mit dem Titel 1.02. Hierbei gab es eine Reihe von Verbesserungen, so wurden die Videosequenzen an das 4K-Format angepasst, die Option verschiedene Töne mit einer Lautstärke einzustellen und viele weitere Kleinigkeiten wurden freigegeben und verbessert.
Im August 2018 wurde bekanntgegeben, dass der Titel als „HD Remaster“ gemeinsam mit Grandia im Winter 2019 für Nintendo Switch weltweit veröffentlicht werden soll. Anspielbar war der Titel erstmals auf der PAX 2018 in Seattle. Der ursprüngliche Veröffentlichungszeitraum wurde nicht eingehalten, aber im Juni 2019 verkündete GungHo nähere Informationen, dass das Spiel zusätzlich deutsche und französische Texte beinhalten wird, die in der Originalversion nicht vorhanden waren.